# 전북제일고등학교
전북제일고등학교(全北第一高等學校)는 대한민국 전북특별자치도 익산시 평화동에 있는 사립 고등학교이다.

## 학교 연혁
- 1949년 7월 6일 : 재단법인 이리 학원 인가
- 1952년 4월 11일 : 고등학교 3학급 설치 인가
- 1961년 2월 10일 : 재단법인 이리 학원 서복환 이사장 취임
- 1964년 4월 10일 : 학교법인 이리 학원(법인 변경) 인가
- 1997년 7월 21일 : 학교법인 제7대 박영희 이사장 취임
- 2002년 3월 1일 : 전북제일고등학교로 개명
- 2004년 3월 1일 : 교육과정 연구학교 및 자율학교 지정
- 2005년 3월 1일 : 일반고등학교로 전환
- 2007년 12월 4일 : 전북제일고등학교 제일관(생활관, 도서관) 준공
- 2010년 11월 10일 : 펜싱경기장 준공
- 2012년 10월 17일 : 제나온(다목적 시청각실, 여학생 기숙사) 완공
- 2013년 3월 27일 : 인조잔디 구장 준공
- 2021년 5월 10일 : 다목적 체육관 준공
- 2022년 3월 1일 : 제21대 나종선 교장 취임
- 2024년 1월 5일 : 제72회 졸업식 거행(졸업생 192명 남 105명, 여 87명, 연인원 23,781명)
- 2024년 1월 13일 : 2024학년도 신입생 196명 배정(남 103명, 여 93명)

## 참고 자료
- 전북제일고등학교 - 한국교육학술정보원 학교알리미